# The Black Lotus
The Black Lotus (TBL) ist eine Demoszene-Künstlergruppe, die Demos für den Commodore Amiga entwickelt und besonders durch ihre Veröffentlichungen in den 2000er Jahren Aufmerksamkeit auf sich und die verwendete Plattform zieht.

## Geschichte
Die Gruppe wurde 1989 von zwei Schweden mit den Handles Dickhead und Rubberduck gegründet und umfasste 2001 mehr als 30 Künstler aus dem Bereich Programmierung, Grafik, und Musik. TBL veröffentlicht Werke sowohl für die Plattformen Amiga und PC und hat dadurch zahlreiche angesehene Preise und Auszeichnungen erhalten – dazu gehören unter anderem erste Plätze auf der The Gathering, der Breakpoint und deren Vorgänger Mekka & Symposium.

## Bedeutung
Über die Grenzen der Amiga-/Demoszene hinweg wurde TBL einem größeren Publikum durch ihre Werke der 2000er Jahre bekannt. Mit Siegen in den Wettbewerben „Amigademo“ in fünf aufeinander folgenden Jahren bei der Mekka & Symposium bzw. Breakpoint hat TBL einen Rekord aufgestellt – keine andere Gruppe konnte so häufig einen der wichtigen Wettbewerbe bei einer der großen Demopartys in Folge gewinnen. Dadurch, dass TBL die bisherigen Grenzen des Amigas immer weiter verschob, wurde das Interesse an dem heutigen Nischenprodukt neu belebt. Selbst mehrere Fernsehsender und Zeitschriften griffen die Werke von The Black Lotus auf, um Hintergrundinformationen zum „veralteten“ Amiga zu liefern.

## Veröffentlichungen
Anmerkung: The Black Lotus hat inzwischen etwa 50 Demos oder Intros veröffentlicht, diese Liste stellt daher nur eine subjektive Auswahl der bedeutendsten Veröffentlichungen dar. Die Weblinks verweisen auf den jeweiligen Eintrag in der Demoszenedatenbank „Pouët“, weitere Veröffentlichungen lassen sich über die Weblinks am Artikelende erreichen.
| Titel                  | Platzierung | Compo (Wettbewerb)     | Demoparty         | Jahr |
| ---------------------- | ----------- | ---------------------- | ----------------- | ---- |
| Rift                   | 1.          | Amigademos             | Revision          | 2014 |
| Suicide Barbie         | 1.          | Konsolendemos (PSP)    | Breakpoint        | 2007 |
| Starstruck             | 1.          | Demos (Amiga, Mac, PC) | Assembly          | 2006 |
| 4 Edges (für Sony PS2) | 1.          | Konsolendemos          | Breakpoint        | 2006 |
| Ocean Machine          | 1.          | Amigademos             | Breakpoint        | 2005 |
| Silkcut                | 1.          | Amigademos             | Breakpoint        | 2004 |
| Magia                  | 1.          | Amigademos             | Breakpoint        | 2003 |
| Little Nell            | 1.          | Amigademos             | Mekka & Symposium | 2002 |
| Perfect Circle         | 1.          | Amigademos             | Mekka & Symposium | 2001 |
| Captured Dreams        | 1.          | Amigademos             | The Gathering     | 1997 |
| Tint                   | 1.          | Amigademos             | The Gathering     | 1996 |